# Due iniziali soltanto...
Due iniziali soltanto... (1911) è un romanzo giallo di Anna Katharine Green che narra i casi del 'mistero del Clermont' e della 'lavandaia di Hicks Street'.

## Trama
I coniugi Anderson stanno passeggiando per le vie di New York quando osservano un individuo alto uscire dall'Hotel Clermont ed alcuni suoi atti curiosi. Poco dopo odono delle grida provenire dall'hotel e incuriositi vi entrano da un'entrata di servizio.
Laureen Anderson e suo marito vengono a conoscenza di quanto è avvenuto: nella sala di lettura situata nel mezzanino è stato rinvenuto il cadavere di Edith Challoner, la figlia di un noto industriale.
Laureen e George Anderson vengono subito coinvolti nella vicenda dal signor Slater, vice-direttore dell'albergo.
La morte della giovane Edith diviene immediatamente un enigma: quella che sembrava una morte accidentale si trasforma in un delitto o in un bizzarro suicidio.
Infatti viene rilevata una piccola ferita che ha colpito il cuore della Challoner, ma non viene ritrovata alcuna arma da taglio e nessun proiettile.
L'indagine viene affidata al giovane agente investigativo Sweetwater e al celebre investigatore Gryce.
L'indizio da cui partono le indagini è una lettera rinvenuta sul tavolo dove stava leggendo Edith. La lettera di un amore deluso riporta una minaccia e una firma di sole due lettere : O. B..
La testimonianza degli Anderson porteranno gli investigatori sulle tracce del signor Brotherson.
Le indagini ufficiali portano ad incriminare Ormond Brotherson quale autore materiale della minacciosa lettera, ma l'insufficienza di ogni prova concreta lo scagiona e la morte della signorina Challoner viene archiviata come suicidio.
Sweetwater ostinatamente continua la sua indagine su Brotherson, convinto della colpevolezza di questo uomo singolare dalla doppia vita: un comune operaio ed allo stesso tempo un brillante inventore con amicizie e frequentazioni nell'alta società.
Ottenuto il consenso dei suoi superiori Sweetwater riapre il caso insoluto della 'lavandaia di Hicks Street'. 
Sempre guidato dalle intuizioni di Gryce e spinto dalla sua tenacia, il giovane agente prende l'identità del falegname John Zugg e prende in affitto una stanza nell'edificio di Hicks Street dove abita Ormond Brotherson, sotto il nome di Dunn.
La lunga indagine non proverà nulla e Sweetwater viene scoperto dal forte ed invulnerabile Brotherson.
Quando tutto sembra perso si apre una nuova pista. Gryce scopre che dall'analisi delle lettere ritrovate vicino al cadavere ci sono due differenti firme O. B. e viene ritrovata una lettera dove O. B. parla a Edith Challoner e le descrive Doris, una ragazzina di sedici anni circa.
La nuova pista porta Sweetwater a Derby in Pennsylvania alla ricerca di Doris Scott e del misterioso O.B..

## Edizioni
- Anna Katharine Green, Due iniziali soltanto..., collana I Grandi Maestri del Giallo, Newton Compton, 2004,  p. 127, ISBN 978-88-541-0113-5.